# Elecciones presidenciales de Cuba de 1954
Las elecciones presidenciales de Cuba de 1954 se llevaron a cabo el 1 de noviembre de ese año. Fulgencio Batista fue elegido jefe de Estado para el período del 24 de febrero de 1955 al 24 de febrero de 1959.

## Contexto
A lo largo de 1954 hubo algunos intentos de sabotaje al proceso electoral[cita requerida], incluyendo un complot organizado por el expresidente Carlos Prío Socarrás y su exministro de Educación Aureliano Sánchez Arango[cita requerida]. Durante la campaña electoral, Ramón Grau mostraba una importante intención de votos, pero no la suficiente para triunfar.
Los abstencionistas, que en general apoyaban a Prio, los Ortodoxos y los Comunistas boicoteaban los actos de Grau, irrumpiendo en los mismos con consignas revolucionarias. Los actos de Batista, por el contrario, se desarrollaban sin disturbios.

## Resultados
El expresidente Grau, sospechando que Batista cometería fraude, renunció a su candidatura dos días antes de los comicios. Batista fue entonces elegido presidente sin oposición. La participación se redujo a un 52,6% frente al 79,5% de las elecciones de 1948.